# Manuel de Flon
Manuel de Flon Tejada (Pamplona, Navarra, España, 1746 - Puente de Calderón, Virreinato de Nueva España, Imperio Español, 17 de enero de 1811) fue el primer intendente de Puebla, es decir, una especie de gobernador colonial. Estaba en el poder cuando se inició el movimiento independentista y fue llamado a luchar. Junto con Félix María Calleja asistió a la toma de Guanajuato, donde dio la orden de pasar a cuchillo a la población, pero lo impidió parcialmente el sacerdote Belaunzarán. Participó en la batalla de Puente de Calderón y al perseguir a los insurgentes, le aprehendieron y ejecutaron.

## Nacimiento e Intendente

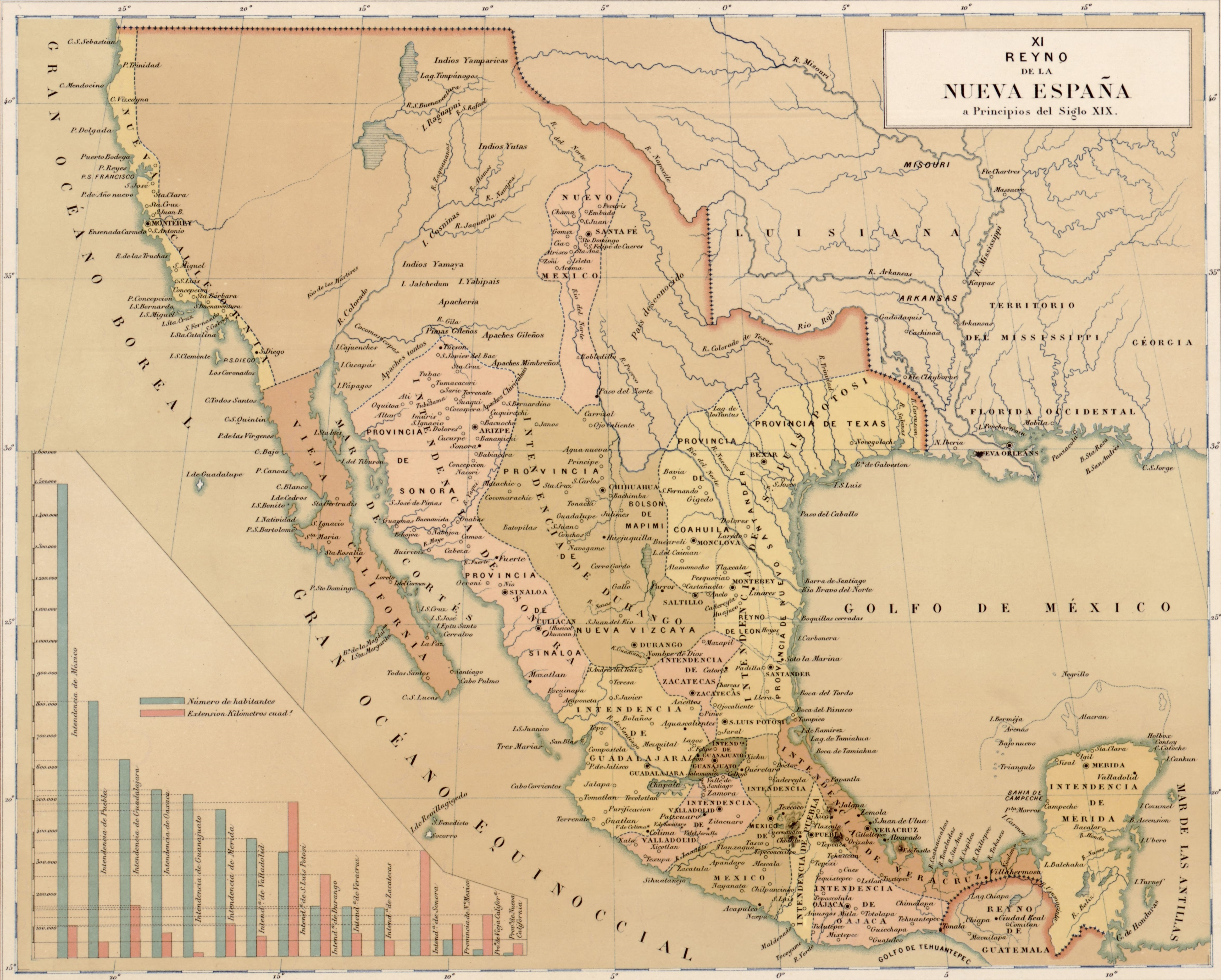
La Nueva España dividida en intendencias.

Manuel de Flon nació en 1746, hijo de Antonio Flon Sesna y Josefa Tejada Pérez de Andosillo en Pamplona (Navarra) y en su juventud estudió la carrera militar.
En el siglo XVIII, época de las Reformas borbónicas, el rey Carlos III de España nombró a José de Gálvez para realizar una visita a la Nueva España y a la vez que le mandara un plan de intendencias para establecer en la zona. Este plan decía que los alcaldes eran un problema y finalmente, en el informe de 1768, José de Gálvez creía conveniente establecer el sistema, en el cual se concedería autoridad a los intendentes. Los intendentes tendrían como función principal ser esa figura jurídica para que España mantuviera el control sobre sus tierras y potenciara el desarrollo económico de la zona. No obstante, con los años existieron diferentes problemas con otras autoridades americanas, por lo que el sistema tuvo que desaparecer.
En su paso por Nueva Orleans en 1782 Manuel de Flon, terminando ya la Guerra contra los británicos 
para lograr el nacimiento de los Estados Unidos, se casó con Antoinette Marie Joseph de Saint Maxent La Roche, una de las hijas del acaudalado comerciante Gilbert Antoine de Saint Maxent y así Manuel de Flon se convierte en cuñado de los gobernadores Luis de Unzaga y Amézaga 'le Conciliateur' y de Bernardo de Gálvez; de esta manera la red familiar de los Saint Maxent estarán ocupando los principales cargos del virreinato de Nueva España. El 19 de octubre de 1785, Manuel de Flon fue nombrado gobernador intendente interino de Puebla y el 14 de mayo de 1786 llegó a la ciudad, donde hubo un protocolo especial de recepción. De esa forma, recibía el poder de la provincia poblana que se extendía hasta el Golfo de México y el Océano Pacífico. Un tiempo después, el 21 de febrero de 1787, el rey Carlos III le otorgó el cargo de intendente de la misma provincia, siendo así su primer gobernante.
Según Rafael García Pérez, autor de un artículo para la revista de Estudios Histórico Jurídicos, Manuel de Flon era uno de los intendentes más carismáticos de la Nueva España. No sólo era funcionario de Puebla, ya que a su cargo estaba también Tlaxcala, así como 16 alcaldías. Como lo mencionaba la Ordenanza de 1786, entre sus principales derechos y obligaciones estaban: Visitar anualmente la provincia, resolver asuntos jurídicos y políticos y limitar e incluso prescindir del ayuntamiento del estado.
Uno de los acontecimientos más importantes de Flon al estar al mando, fue cuando decidió adoptar medidas en contra de los repartimientos, así como suprimir la práctica de comercio a los juristas, presbíteros, administradores de rentas, dependientes de la Acordada y a cualquier otra persona que ejerciera cualquier tipo de jurisdicción o comisión pública. Estas acciones fomentaron el desarrollo del comercio, la agricultura, la minería, la construcción de puentes y en general la economía de la zona.

## Escritos

La Biblioteca Palafoxiana es considerada de las más antiguas de habla hispana. El intendente Manuel de Flon contribuyó a esa cultura.

Años después de su nombramiento, el intendente escribió su libro con el título: El crédito agrícola en el Partido de Cholula de la intendencia de Puebla en 1790. En él mencionaba las lamentables condiciones en las que vivía la zona de Cholula y la decadencia en la industria del algodón. Posteriormente de su visita a dicha ciudad, concluyó cuáles eran las principales causas de su decadencia:
- La falta de agua para el riego de las tierras de los labradores, ya que la hacienda de Buenavista se aprovechaba de ella.
- La migración de los habitantes de Cholula a Puebla.
- La falta de interés de los dueños de la tierra para atender personalmente su labranza.
- La concentración de la tierra en unas cuantas familias.

Asimismo, el intendente escribió un informe titulado: Estado general de las haciendas, ranchos, molinos y batanes que tiene el partido de Cholula. El documento ofrece información sobre la propiedad de Cholula, donde se registraban 39 haciendas, 19 ranchos y 4 molinos. Estas 62 propiedades estaban en posesión de 44 dueños. También observó de Flon que la parte del valor de la propiedad que quedaba libre del gravamen del clero era mínima y que en la jurisdicción existían propiedades involucradas en concursos, en tribunales eclesiásticos y civiles, entre otras cosas. Al finalizar el escrito, informó del trabajo que le había costado el informe, ya que en la provincia no existían “apuntadores” que llevaran el registro puntual de las hipotecas, tal como se había dispuesto en 1784, y los dueños no registraban en sus títulos las cargas y gravámenes.

## Ejército realista
En 1810, el coronel Miguel de Flon, conocido como el conde de la Cadena, seguía de intendente de Puebla, y como militar realista sobresalió por su lucha contra los insurgentes. Era un hombre público de reputación bien hacendada en todas las líneas. No obstante, se vio afectada por el carácter bárbaro y sanguinario que desplegó con tanta ferocidad como parte del ejército español.

## La batalla del Puente de Calderón

### Antecedentes
En la madrugada del 16 de septiembre de 1810, Miguel Hidalgo incitó al pueblo a levantarse en armas. Él integraba un grupo en la ciudad de Querétaro, dirigido por el Corregidor Miguel Domínguez y su esposa, Josefa Ortiz de Domínguez, además de algunos jóvenes oficiales de las Milicias Provinciales, como Ignacio Allende, Juan Aldama, Mariano Abasolo y Joaquín Arias.
Miguel Hidalgo trabajó en la organización de la rebelión. Sin embargo, la conspiración fue descubierta entre el 12 y 13 de septiembre de 1810, por lo que Hidalgo convocó al general Allende para discutir sobre las acciones a seguir, aunque nada resolvieron. Ante esta situación, Josefa Ortiz de Domínguez mandó avisar a Allende para que los involucrados se pusieran a salvo.
Al amanecer del 15 de septiembre, el correo llegó a San Miguel y al no encontrar a Allende, se lo entregaron a Aldama, quien de prisa salió rumbo a Dolores y llegó el 16 en la madrugada. Hidalgo se dirigió a la prisión para liberar a los presos; armó a 80 hombres y, posteriormente, convocó a misa para invitar al pueblo a unirse a la rebelión, a la que asistieron más de 300 personas.
El pueblo nombró a Hidalgo capitán general. Las tropas insurgentes crecían poco a poco, llegando hasta cerca de 50.000 hombres. De esa manera, el 10 de octubre se dirigieron a la Ciudad de México y después a Ixtlahuaca. El 30 del mismo mes, derrotaron en el Monte de las Cruces al ejército realista dirigido por Trujillo. Ganada la batalla, existían dos propuestas: una, que proponía avanzar hacia la capital del virreinato para enfrentarse a la guarnición que defendía la plaza. La otra, que se oponía a avanzar a la ciudad argumentando que les faltaban municiones y que se acercaba el ejército realista comandado por Félix Calleja y Manuel de Flon. El ejército mexicano finalmente permaneció a las afueras de la Ciudad de México, por lo que el choque era inevitable.
El 7 de noviembre de 1810, los realistas bajo el mando del General Calleja se enfrentaron en Aculco, a cerca de 40,000 hombres con doce piezas de artillería. Los insurgentes fueron dispersados sin combatir, dejando en el campo de batalla gran cantidad de prisioneros, a los que Calleja mandó fusilar.
Después de Aculco, Miguel Hidalgo y Costilla se retiró a Valladolid, hoy Morelia, e Ignacio Allende a la ciudad de Guanajuato, para preparar la defensa de la plaza, reclutar más gente y fundir nueva artillería.
El 14 de enero de 1811, al conocer Hidalgo que Calleja se dirigía a Guadalajara, decidió distribuir a sus tropas en tres bloques y así avanzaron al Puente de Guadalajara. El día siguiente, Hidalgo se enteró de la derrota de la derrota de Mier Urrepetiro, por lo que decidió ocupar su posición natural en el Puente de Calderón.
Por su parte, Calleja no quiso esperar al general de la Cruz y resolvió enfrentar al ejército rebelde, llegando el 16 de enero a La Joya a la izquierda del puente de Calderón.

### La batalla
En la mañana del 17 de enero de 1811, los dos contendientes estaban frente a frente. Por un lado, los insurgentes que tenían muy pocos soldados adiestrados y, por el otro, el ejército realista con comandantes como Miguel de Flon, Félix Calleja y Manuel Emparán. Los realistas iniciaron con el tiroteo después de una provocación por el caballo del hijo de Allende.
En esta batalla, una columna de las tres que habían hecho los realistas estaba al mando de Manuel de Flon, que tenía el objetivo de vadear el río para atacar a la división insurgente que apoyaba al costado derecho.
La columna que estaba al mando de Flon, conforme al plan pasó el río y se formó frente a la división de José Antonio Torres. Iniciando el ataque, su caballería avanzó hasta rebasar la línea insurgente, haciendo retroceder al enemigo. Al darse cuenta de la situación, Allende, con las reservas de a caballo, apoyó a sus tropas y envolvió al Conde de la Cadena, quien después del empeñoso y largo ataque se retiró tras lo escarpado del río, para reorganizar a sus fuerzas. No obstante, poco tiempo después Miguel reinició el ataque y fue recibido por una lluvia de piedras que arrojaron los indios honderos desde lo alto.
El Conde de la Cadena volvió a la carga, poniendo el ejemplo a sus hombres, adelantándose con tal bravura, que logró tomar cuatro cañones y puso en fuga a los defensores de la batería, quienes apoyados por lanceros enviados por Hidalgo, envolvieron al Coronel Flon, que se vio obligado a retirarse.
Después de seis largas horas de una larga lucha, los insurgentes tenían mejor posición que los realistas, y el triunfo parcial era probable que se convirtiera en definitivo. Por ello, Calleja decidió probar suerte y lanzar un nuevo ataque con todas sus tropas de manera más compacta. Asimismo, a las fuerzas del Coronel Flon le dio vida ordenando que los diez cañones se formaran y que avanzaran sin hacer fuego hasta estar cerca del enemigo. Hizo lo mismo con los granaderos y que los batallones lo apoyaran en sus flancos.
La suerte en esa ocasión estuvo del lado realista porque una granada cayó sobre un carro de parque de los insurgentes y de inmediato se incendió el pasto seco de la llanura. Las llamas se acercaban cada vez más a los insurgentes por el viento que soplaba hacia ellos. Calleja se aprovechó de la situación y decidió avanzar disparando sobre el enemigo para el asalto definitivo. Entre el fuego realista existía desconcierto de los insurgentes, por lo que al retroceder se atropellaban unos a otros.
Finalmente, los realistas después del triunfo hicieron alto y no hicieron nada más por el resto del día, ya que habían logrado ganar una batalla que parecía perdida.

## Muerte
Manuel de Flon trató de vengarse por los frustrados intentos del principio de la batalla, y se lanzó con rabia contra los fugitivos, a tal grado que rebasó sus primeras líneas. Los insurgentes se dieron cuenta de que había rebasado las fronteras de seguridad, por lo que regresaron y atacaron al Conde, le cercaron y lo asaetearon ese día: 17 de enero de 1811.